# Gimileo
Gimileo – gmina w Hiszpanii, w prowincji La Rioja, w La Rioja, o powierzchni 4 km². W 2011 roku gmina liczyła 163 mieszkańców.